# صندوق‌ماهی خاردار
صندوق‌ماهی خاردار (نام علمی: Lactophrys bicaudalis) نام یک گونه از تیره صندوق‌ماهیان است.